# اگبرت هیرشفلدر
اگبرت هیرشفلدر (انگلیسی: Egbert Hirschfelder؛ زادهٔ ۱۳ ژوئیه ۱۹۴۲) قایقران روئینگ اهل آلمان است.
وی در مسابقات کشوری و بین‌المللی در مجموع برندهٔ ۴ مدال طلا، ۱ مدال نقره شده‌است.